# Heterofragilia hirsuta
Heterofragilia hirsuta là một loài nhện biển trong họ Ascorhynchidae. Loài này thuộc chi Heterofragilia. Heterofragilia hirsuta được miêu tả khoa học năm 1991 bởi Nakamura & Child.